# Ljubo Miličević
Ljubo Miličević (ur. 13 lutego 1981 r. w Melbourne) – australijski piłkarz chorwackiego pochodzenia grający na pozycji obrońcy lub pomocnika.

## Kariera klubowa
Profesjonalną karierę rozpoczął w 1998 w klubie Melbourne Knights, w którym to klubie zadebiutował w NSL, jednak w 1999 na 2 lata przeszedł do Perth Glory. W 2001 wyjechał do Szwajcarii, gdzie wynegocjował kontrakt z FC Zürich. Od 2002 do 2003 był zawodnikiem FC Basel. W 2004 dołączył do zespołu FC Thun, z którym to zespołem w 2005 zdobył wicemistrzostwo kraju i zagrał w Lidze Mistrzów. Wystąpił w 2 spotkaniach z Arsenalem Londyn i Ajaksem Amsterdam. Po tym sezonie przeszedł do BSC Young Boys. Po roku gry w tym klubie powrócił do Australii do Melbourne Victory mimo zainteresowania ze strony chorwackich klubów Hajduk Split i Dinamo Zagrzeb. 4 lutego 2009 podpisał kontrakt z Newcastle Jets. W 2011 przeszedł do South Melbourne FC. Jeszcze w tym samym roku został piłkarzem Hajduka Split. W 2013 miał krótkie epizody w Melbourne Knights i Perth Glory FC, po których zakończył karierę piłkarską.

## Kariera reprezentacyjna
Miličević występował w reprezentacji Australii do lat 20 oraz 23. W 2004 roku zadebiutował w kadrze seniorów. Grał na PK 2005 w Niemczech. Po raz ostatni w reprezentacji wystąpił w 2006 roku, dla której zagrał w 8 spotkaniach i strzelił 1 bramkę.